# Bend Bunker 13
Bunker 13 je srpski muzički sastav iz Novoga Sada. Oformljen u aprilu 2016. u Novom Sadu. Muzika je isključivo autorska, protkana iskrenom emocijom i energijom ozbiljnog garažnog benda. Bend kombinuje alternativni Punk Rock sa notom Grunge-a, koji stilski osciluje od ambijentalne suptilnosti do pozitivne rok agresije. Svoj iskreni izraz bend je gradio postepeno, pod velikim uticajem stranih sastava: The Cult, Sham 69, Anti Nowhere League, Buzzcocks, Misfits, Dead Kennedys; kao i domaćih autora: KUD Idijoti, Goblini, Partibrejkers, Džukele... Nastupi benda su prepoznatljivi po upečatljivom vokalu koji podržavaju eksplozivne gitare, distorzirani bas i energični ritam bubnja. Lirika je inspirisana socijalnim i društvenim motivima.

## Biografija
Bend "Bunker 13" su osnovali basista Ivan Černjak alias PunkerCHE i gitarista Srđan Dragomanović. Posle manjih personalnih izmena, pored dvojice osnivača u postavi su se ustalili: Saša Danko na vokalu, Kirill Boyko na gitari i Aleksandar Milovanović (Mutant Urban Dance Ansambl) na bubnjevima. Prvi singl pod nazivom "Kome da kažem NE?!" snimljen je u avgustu 2016. u studiju Komandanta Adama. Liriku za ovu, kao i za ostale numere Bunkera, je napisao Branislav Nešković. Na snimanju u Sremskoj Kamenici je gostovao legendarni novosadski gitarista Branislav Smuk (Zbogom Brus Li, TetraPank...). Pesma je objavljena u digitalnom izdanju i izazvala je pozitivnu reakciju kako u medijima tako i kod slušalaca. Do kraja 2016. godine nastupali su na novosadskom "Winter Festu", kao i na promociji albuma "Prava sreća tek dolazi" sastava Odvojena Stvarnost. U 2017.godini nastupili su kao specijalni gosti bendu Goblini za 20 godina od izlaska albuma “U magnovenju” koncertima u Beogradu i Novom Sadu. Drugi singl: "Uhvaćen u okolnostima" snimljen je u studiju "ROAD", pod palicom producenta Dragana Alimpijevića Pika uz nesebično gostovanje na gitari Saše Novaka nekadašnjeg člana benda Psihomodo Pop.

## Diskografija
- "Kome da kažem NE?!", 2016., singl, Komandat Adam;
- "Uhvaćen u okolnostima", 2016., singl, Studio "Road";
- "Šankerica", 2017., singl, Studio "Road";
- "Puj za mene", 2018., singl, Studio "Road".

## Spoljašnje veze
- Facebook stranica
- You Tube kanal
- Instagram stranica
- X stranica
- Apple Music
- Deezer
- Bandcamp
- Discogs